# Hořiněves
Hořiněves (en allemand : Horschenowes ou Horzeniowes) est une commune du district et de la région de Hradec Králové, en République tchèque. Sa population s'élevait à 711 habitants en 2022.

## Géographie
Hořiněves se trouve à 12 km au sud-est de Hořice, à 12 km au nord-nord-ouest de Hradec Králové et à 99 km à l'est-nord-est de Prague.
La commune est limitée par Vrchovnice au nord, par Račice nad Trotinou et Sendražice à l'est, par Máslojedy au sud et au sud-ouest, et par Benátky à l'ouest.

## Histoire
La première mention écrite de la localité date de 1238.

## Personnalité
- Václav Hanka (1791-1861), écrivain, poète, linguiste, philologue, slaviste, professeur d'université et bibliothécaire

## Galerie

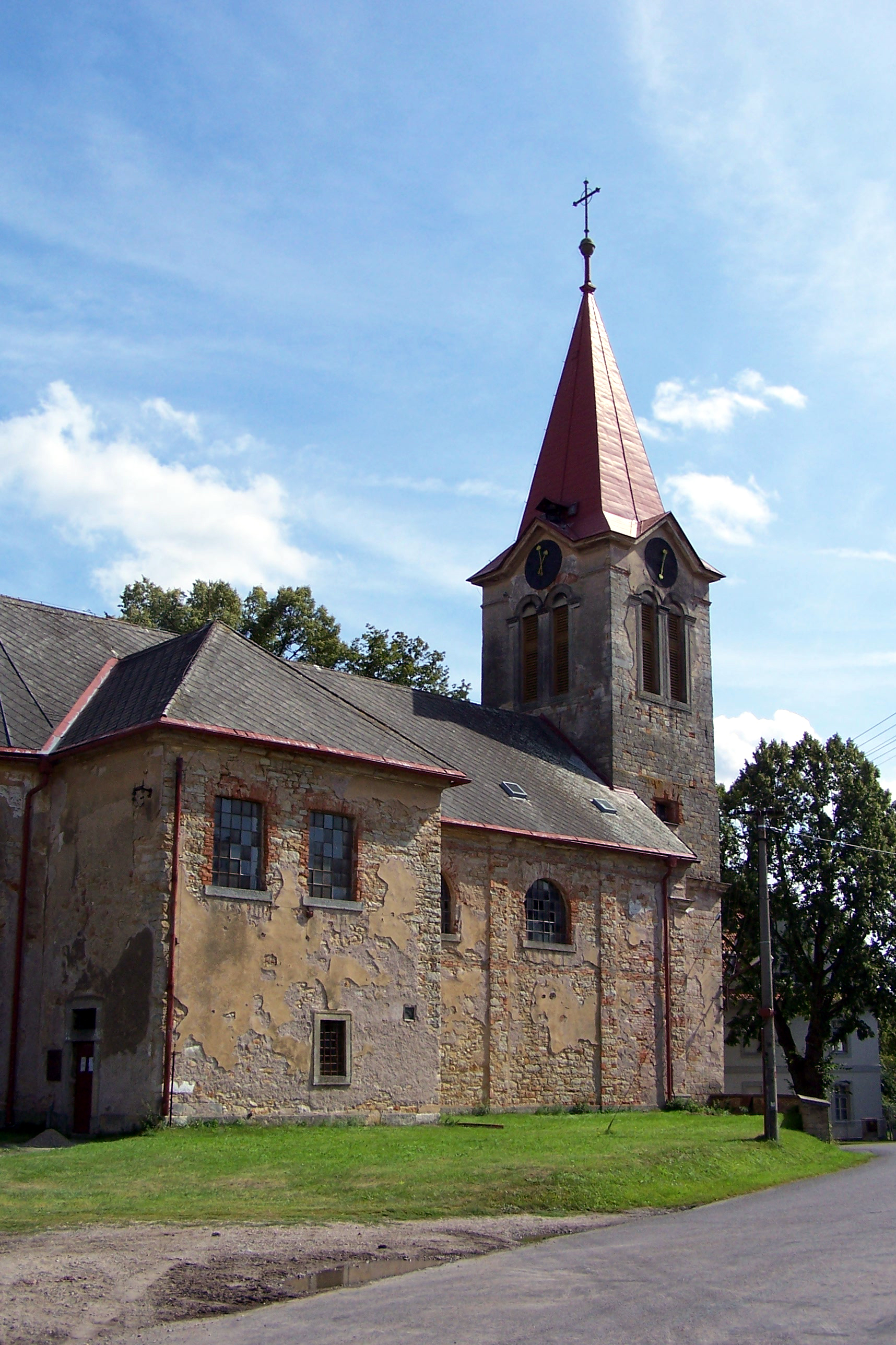
Église Saint-Procope.
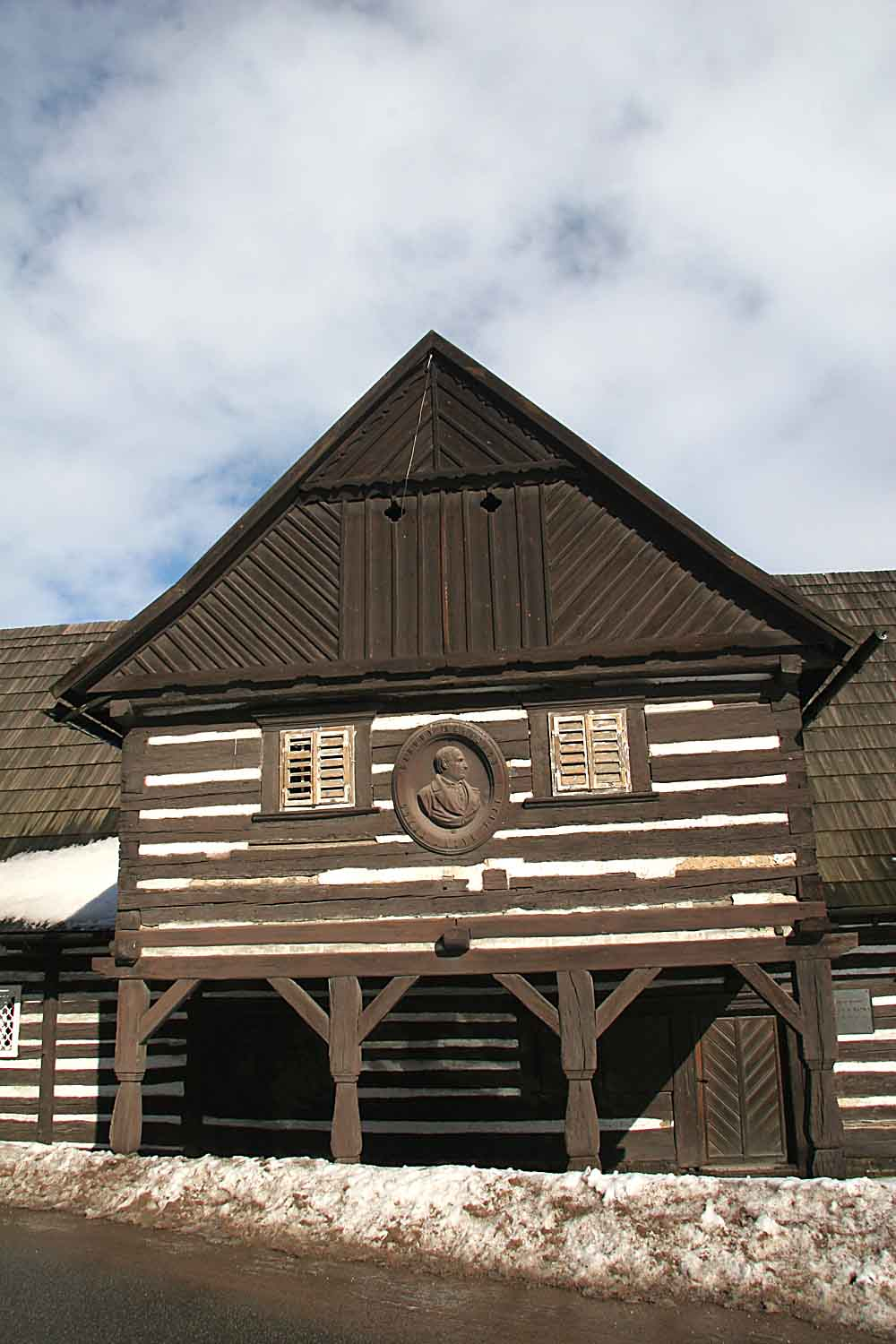
Maison natale de Václav Hanka.

## Transports
Par la route, Hořiněves se trouve à 15 km de Jaroměř, à 17 km de Hradec Králové et à 128 km de Prague.